# Макаренко Віталій Семенович
Макаренко Віталій Семенович (20.04. (3.05).1895, Білопілля — 22.07.1983, Йер, Франція) — офіцер російської армії, учасник Білого руху, брат видатного педагога Макаренка Антона Семеновича.

## Біографія
Народився у Білопіллі, середню освіту здобув у кременчуцькій гімназії. У 1915 році був мобілізований, закінчив офіцерські курси та направлений на Південно-західний фронт. Був поранений, нагороджений, повернувся у Кременчук. У 1917—1919 рр. викладав у місцевій гімназії разом з братом. Влітку 1919, коли Кременчук було зайнято більшовиками, змушений був покинути місто, рятуючись від «червоного терору» і блукати по селам.
Після зайняття Кременчугу Збройними Силами Півдня Росії добровільно вступив до їх лав, через важке поранення на фронті Першої світової обіймав посаду у тилу. У період відступу білих армій добровільно покинув посаду у контррозвідці і брав участь у боях як кулеметний офіцер на бронепоїзді.
З 1920 року — у еміграції. Проживав у Франції, деякий час листувався з братом.

## Діяльність у еміграції
На життя заробляв як власник фотоательє. Брав участь у з'їздах білої еміграції, складанні двухтомної роботи «Марковці у боях та похідах…». На прохання німецьких педагогів написав спомини «Мій брат Антон Семенович» .
Помер у місті Йер.